# Rysslands Grand Prix 2019
Rysslands Grand Prix 2019, officiellt Formula 1 VTB Russian Grand Prix 2019, var ett Formel 1-lopp som kördes 29 september 2019 på Sotji Autodrom i Sotji i Ryssland. Loppet var det sextonde av sammanlagt tjugoen deltävlingar ingående i Formel 1-säsongen 2019 och kördes över 53 varv.